# Peggau
Peggau è un comune austriaco di 2 197 abitanti nel distretto di Graz-Umgebung, in Stiria; ha lo status di comune mercato (Marktgemeinde).